# Temporada 2007 do Intercontinental Rally Challenge
A Temporada 2007 do Intercontinental Rally Challenge foi a segunda temporada do Intercontinental Rally Challenge. A temporada consistia em nove provas, começando a 9 de março com o Rali Safári. A temporada terminou a 11 de novembro com o China Rally. Enrique García Ojeda foi o vencedor à frente de Nicolas Vouilloz e Andrea Navarra.

## Calendário
| Prova | Datas          | Ralli                          | Piso     |
| ----- | -------------- | ------------------------------ | -------- |
| 1     | 9–3 Março      | Rali Safári                    | Cascalho |
| 2     | 11–13 Maio     | Rali da Turquia                | Cascalho |
| 3     | 22–24 Junho    | Belgium Ypres Westhoek Rally   | Asfalto  |
| 4     | 12–14Julho     | Rally Russia                   | Cascalho |
| 5     | 2–4 Agosto     | Rali Vinho da Madeira          | Asfalto  |
| 6     | 24–26 Agosto   | Barum Rally Zlín               | Asfalto  |
| 7     | 27–29 Setembro | Rali de San Remo               | Asfalto  |
| 8     | 25–27 Outubro  | Rallye International du Valais | Asfalto  |
| 9     | 9–11 Novembro  | China Rally                    | Cascalho |

## Participantes
| Equipa                         | Construtor          | Carro                          | Piloto               | Co-piloto             | Prova    |
| ------------------------------ | ------------------- | ------------------------------ | -------------------- | --------------------- | -------- |
| Abarth & C. Spa                | Abarth              | Fiat Abarth Grande Punto S2000 | Andrea Navarra       | Guido D'Amore         | 1–4      |
| Abarth & C. Spa                | Abarth              | Fiat Abarth Grande Punto S2000 | Andrea Navarra       | Dario D'Esposito      | 5–8      |
| Abarth & C. Spa                | Abarth              | Fiat Abarth Grande Punto S2000 | Umberto Scandola     | Luigi Pirollo         | 1, 3     |
| Abarth & C. Spa                | Abarth              | Fiat Abarth Grande Punto S2000 | Umberto Scandola     | Guido D'Amore         | 7–8      |
| Abarth & C. Spa                | Abarth              | Fiat Abarth Grande Punto S2000 | Anton Alén           | Timo Alanne           | 2, 4, 6  |
| Abarth & C. Spa                | Abarth              | Fiat Abarth Grande Punto S2000 | Giandomenico Basso   | Mitia Dotta           | 5, 7     |
| Fiat Motorsport Turkey         | Abarth              | Fiat Abarth Grande Punto S2000 | Volkan Isik          | Kaan Özşenler         | 2–3, 5–6 |
| Bluthunder Racing Italy        | Abarth              | Fiat Abarth Grande Punto S2000 | Corrado Fontana      | Renzo Casazza         | 3, 5–6   |
| Cersanit Rally Team            | Abarth              | Fiat Abarth Grande Punto S2000 | Michal Solowow       | Maciej Baran          | 3, 6     |
| Duindisteel                    | Abarth              | Fiat Abarth Grande Punto S2000 | Pieter Tsjoen        | Eddy Chevaillier      | 3        |
| Duindisteel                    | Abarth              | Fiat Abarth Grande Punto S2000 | Freddy Loix          | Eddy Chevaillier      | 5–8      |
| Fiat Vodafone                  | Abarth              | Fiat Abarth Grande Punto S2000 | José Pedro Fontes    | Fernando Prata        | 5        |
| Island Motorsport              | Abarth              | Fiat Abarth Grande Punto S2000 | Renato Travaglia     | Lorenzo Granai        | 6–7      |
| Zero4Piu                       | Abarth              | Fiat Abarth Grande Punto S2000 | Philippe Roux        | Eric Jordan           | 8        |
| Hideaki Miyoshi                | Mitsubishi Ralliart | Mitsubishi Lancer Evo IX       | Hideaki Miyoshi      | Hakaru Ichino         | 1        |
| Island Motorsport              | Mitsubishi Ralliart | Mitsubishi Lancer Evo IX       | Renato Travaglia     | Lorenzo Granai        | 2–5      |
| Dimitar Iliev                  | Mitsubishi Ralliart | Mitsubishi Lancer Evo IX       | Dimitar Iliev        | Yanaki Yanakiev       | 2–3, 5–6 |
| Prosport                       | Mitsubishi Ralliart | Mitsubishi Lancer Evo IX       | Andrey Zhigunov      | Igor Ter-Oganesiants  | 4        |
| Prosport                       | Mitsubishi Ralliart | Mitsubishi Lancer Evo IX       | Andrey Lagunov       | Sergey Grudina        | 4        |
| Euro Oil Team                  | Mitsubishi Ralliart | Mitsubishi Lancer Evo IX       | Vaclav Pech          | Petr Uhel             | 6        |
| Rallye Sport Promotion         | Mitsubishi Ralliart | Mitsubishi Lancer Evo IX       | Karel Trojan         | Petr Rihak            | 6        |
| Mediasport Czezh National Team | Mitsubishi Ralliart | Mitsubishi Lancer Evo IX       | Vaclav Arazim        | Julius Gal            | 6        |
| Tescoma Rally Team             | Mitsubishi Ralliart | Mitsubishi Lancer Evo IX       | Roman Kresta         | Petr Gross            | 6        |
| Ralliart Italy                 | Mitsubishi Ralliart | Mitsubishi Lancer Evo IX       | Paolo Andreucci      | Anna Andreussi        | 7        |
| Ralliart Italy                 | Mitsubishi Ralliart | Mitsubishi Lancer Evo IX       | Matteo Gamba         | Giancarla Guzzi       | 7        |
| MRF Tyres                      | Mitsubishi Ralliart | Mitsubishi Lancer Evo IX       | Jussi Valimaki       | Jarkko Kalliolepo     | 9        |
| MRF Tyres                      | Mitsubishi Ralliart | Mitsubishi Lancer Evo IX       | Katsuhiko Taguchi    | Mark Stacey           | 9        |
| MRF Tyres                      | Mitsubishi Ralliart | Mitsubishi Lancer Evo IX       | Gaurav Gill          | Glenn MacNeall        | 9        |
| Mitsubishi Lancer Wan Yu Team  | Mitsubishi Ralliart | Mitsubishi Lancer Evo IX       | David Higgins        | Ieuan Thomas          | 9        |
| Mitsubishi Lancer Wan Yu Team  | Mitsubishi Ralliart | Mitsubishi Lancer Evo IX       | Qingxian Hua         | Jian Zhang            | 9        |
| Mitsubishi Lancer Wan Yu Team  | Mitsubishi Ralliart | Mitsubishi Lancer Evo IX       | Fan Fan              | Shu Fan               | 9        |
| Peugeot Sport España           | Peugeot             | Peugeot 207 S2000              | Nicolas Vouilloz     | Nicolas Klinger       | 2–8      |
| Peugeot Sport España           | Peugeot             | Peugeot 207 S2000              | Enrique García Ojeda | Jordi Barrades Costa  | 2–8      |
| Peugeot Team Belux             | Peugeot             | Peugeot 207 S2000              | Bernd Casier         | Frédéric Miclotte     | 3, 5–8   |
| Racing Lions SRL               | Peugeot             | Peugeot 207 S2000              | Luca Rossetti        | Matteo Chiarcossi     | 3, 7     |
| Racing Lions SRL               | Peugeot             | Peugeot 207 S2000              | Gilles Panizzi       | Xavier Panseri        | 7        |
| Peugeot Total Hungaria         | Peugeot             | Peugeot 207 S2000              | János Tóth           | Bea Bahor             | 3, 6     |
| Peugeot Total Hungaria         | Peugeot             | Peugeot 207 S2000              | János Tóth           | Robert Tagai          | 7        |
| Peugeot Sport Sweden           | Peugeot             | Peugeot 207 S2000              | Jimmy Joge           | Mattias Andersson     | 4        |
| Peugeot Sport Sweden           | Peugeot             | Peugeot 207 S2000              | Jimmy Joge           | Mathias Gardman       | 6        |
| Peugeot Total                  | Peugeot             | Peugeot 207 S2000              | Bruno Magalhães      | Paulo Grave           | 5, 7     |
| BSA                            | Peugeot             | Peugeot 207 S2000              | Brice Tirabassi      | Fabrice Gordon        | 7        |
| Lugano Racing Team             | Peugeot             | Peugeot 207 S2000              | Christian Jaquillard | Christiane Jaquillard | 8        |
| Citroën Sport                  | Citroën             | Citroën C2 S1600               | Simon Jean-Joseph    | Jacques Boyere        | 2–6      |
| Zero4Piu                       | Citroën             | Citroën C2 S1600               | Antonio Galli        | Paolo Brusadelli      | 8        |
| JAS Motorsport                 | Honda               | Honda Civic Type-R R3          | Daniel Sola          | Oscar Sanchez         | 2–6      |
| JAS Motorsport                 | Honda               | Honda Civic Type-R R3          | Daniel Sola          | Carlos Del Barrio     | 7        |
| JAS Motorsport                 | Honda               | Honda Civic Type-R R3          | Luca Betti           | Simone Cuneo          | 2        |
| JAS Motorsport                 | Honda               | Honda Civic Type-R R3          | Luca Betti           | Giovanni Bernacchini  | 3–8      |
| Belgian VW Club                | Volkswagen          | VW Polo S2000                  | Freddy Loix          | Robin Buysmans        | 3        |

## Classificação pilotos
- Os melhores sete lugares contam para o campeonato.

| Pos | Piloto               | SAF | TUR | YPR | RUS | MAD | ZLI | SAN | VAL | CHN | Pts |
| --- | -------------------- | --- | --- | --- | --- | --- | --- | --- | --- | --- | --- |
| 1   | Enrique García Ojeda |     | 3   | 2   | 2   | 4   | 2   | 6   | 2   |     | 47  |
| 2   | Nicolas Vouilloz     |     | 1   | Ret | 3   | 10  | 1   | 3   | 1   |     | 42  |
| 3   | Andrea Navarra       | 3   | 2   | 3   | 4   | Ret | 7   | 10  | Ret |     | 32  |
| 4   | Luca Rossetti        |     |     | 1   |     |     |     | 1   |     |     | 20  |
| 5   | Giandomenico Basso   |     |     |     |     | 1   |     | 2   |     |     | 18  |
| 6   | Umberto Scandola     | Ret |     | 5   |     |     |     | 4   | 3   |     | 15  |
| 7   | Anton Alén           |     | 4   |     | 1   |     | Ret |     |     |     | 15  |
| 8   | Bernd Casier         |     |     | 4   |     | 6   | 5   | 14  | Ret |     | 13  |
| 9   | David Higgins        |     |     |     |     |     |     |     |     | 2   | 10  |
| 10  | Bruno Magalhães      |     |     |     |     | 3   |     | Ret |     |     | 8   |
| 11  | Lang Xu              |     |     |     |     |     |     |     |     | 3   | 8   |
| 12  | Hideaki Miyoshi      | 4   |     |     |     |     |     |     |     |     | 8   |
| 13  | Václav Pech          |     |     |     |     |     | 3   |     |     |     | 6   |
| 14  | Martin Rowe          |     |     |     |     |     |     |     |     | 6   | 6   |
| 15  | Asad Answar          | 7   |     |     |     |     |     |     |     |     | 6   |
| 16  | Freddy Loix          |     |     | Ret |     | Ret | Ret | 11  | 4   |     | 5   |
| 17  | Roman Kresta         |     |     |     |     |     | 4   |     |     |     | 5   |
| 18  | José Pedro Fontes    |     |     |     |     | 5   |     |     |     |     | 5   |
| 19  | Brian Green          |     |     |     |     |     |     |     |     | 7   | 5   |
| 20  | Sammy Aslam          | 8   |     |     |     |     |     |     |     |     | 5   |
| 21  | Renato Travaglia     |     | 5   | 13  | Ret | Ret | 8   | Ret |     |     | 5   |
| 22  | Marco Cavigioli      |     | 16  | 21  | 5   | 15  | Ret | 20  |     |     | 4   |
| 23  | Paolo Andreucci      |     |     |     |     |     |     | 5   |     |     | 4   |
| 24  | Luca Betti           |     | 21  | Ret | Ret | Ret | 22  | 30  | 9   |     | 4   |
| 25  | Qingxian Hua         |     |     |     |     |     |     |     |     | 9   | 4   |
| 26  | Robert Gow           | 19  |     |     |     |     |     |     |     |     | 4   |
| 27  | Simon Jean-Joseph    |     | 8   | 10  | 11  | 8   | 10  |     |     |     | 4   |
| 28  | Volkan Isik          |     | 6   | Ret |     | 14  | 13  |     |     |     | 3   |
| 29  | Václav Arazim        |     |     |     |     |     | 6   |     |     |     | 3   |
| 30  | Corrado Fontana      |     |     | Ret |     | 7   | Ret |     |     |     | 3   |
| 31  | Patrick Snijers      |     |     | 7   |     |     |     |     |     |     | 3   |
| 32  | Andrey Zhigunov      |     |     |     | 7   |     |     |     |     |     | 3   |
| 33  | Philippe Roux        |     |     |     |     |     |     |     | 10  |     | 3   |
| 34  | Shinichiro Karakama  |     |     |     |     |     |     |     |     | 10  | 3   |
| 35  | Navraj Hans          | 25  |     |     |     |     |     |     |     |     | 3   |
| 36  | Tomasz Czopik        |     | 7   | 11  |     | Ret |     |     |     |     | 2   |
| 37  | Dimitar Iliev        |     | Ret | 8   |     | Ret | Ret |     |     |     | 2   |
| 38  | Boris Fedotov        |     |     |     | 8   |     |     |     |     |     | 2   |
| 39  | Gilles Panizzi       |     |     |     |     |     |     | 8   |     |     | 2   |
| 40  | Jean-Philippe Radoux |     |     |     |     |     |     |     | 11  |     | 2   |
| 41  | Chunlei Shi          |     |     |     |     |     |     |     |     | 11  | 2   |
| 42  | Gergely Szabo        |     |     |     | 9   |     | 17  |     |     |     | 1   |
| 43  | Alexandre Camacho    |     |     |     |     | 9   |     |     |     |     | 1   |
| 44  | Devis Cremona        |     |     |     |     |     |     |     | 12  |     | 1   |
| 45  | Fenghze Xie          |     |     |     |     |     |     |     |     | 12  | 1   |
| Pos | Piloto               | SAF | TUR | YPR | RUS | MAD | ZLI | SAN | VAL | CHN | Pts |

| Cor        | Resultado             |
| ---------- | --------------------- |
| Ouro       | Vencedor              |
| Prata      | 2.º lugar             |
| Bronze     | 3.º lugar             |
| Verde      | Terminou, nos pontos  |
| Azul       | Terminou, sem pontos  |
| Púrpura    | Ret – Retirou-se      |
| Vermelho   | NQ – Não qualificado  |
| Preto      | DSQ – Desqualificado  |
| Branco     | NL – Não largou       |
| Branco     | C – Corrida cancelada |
| Azul claro | AT – Apenas Treino    |
| Sem cor    | NP – Não participou   |
| Sem cor    | Les – Lesionado       |
| Sem cor    | EX – Excluído         |